# مارات إسماعيلوف

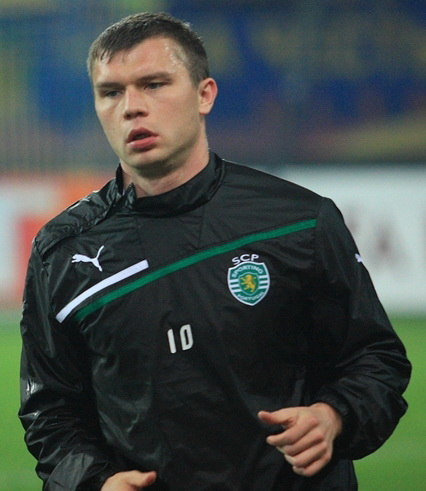

مارات نائليفيتش إسماعيلوف (بالروسية: Марат Наилевич Измайлов) (مواليد 21 سبتمبر 1982 في موسكو، الاتحاد السوفييتي) لاعب كرة قدم روسي يجيد اللعب في مركز الوسط الأيمن والوسط المهاجم ويلعب حاليا في نادي كراسنودار الروسي منذ 2014 بإعارة من بورتو.

## روابط خارجية
- مارات إسماعيلوف على موقع الاتحاد الدولي (مؤرشف)  (الإنجليزية)
- مارات إسماعيلوف على موقع الاتحاد الأوربي (الإنجليزية)
- مارات إسماعيلوف على موقع قاعدة بيانات كرة القدم.إي يو (الإنجليزية)
- مارات إسماعيلوف على موقع ناشيونال فوتبول تيمز (الإنجليزية)
- مارات إسماعيلوف على موقع Soccerway.com (الإنجليزية)
- مارات إسماعيلوف على موقع عالم كرة القدم.نت (الإنجليزية)
- مارات إسماعيلوف على موقع AS.com (الإسبانية)